# Muhammed Demirci
Muhammed Demirci (* 3. Januar 1995 in Göynücek) ist ein türkischer Fußballspieler.

## Karriere
Als Muhammed Demirci zwölf Jahre alt war, bekam Beşiktaş Istanbul ein Angebot des spanischen Clubs FC Barcelona. Er wollte den jungen Spieler für eine Million Euro Ablösesumme kaufen. Beşiktaş lehnte dieses Angebot jedoch ab. Ab 2011 gehörte Muhammed Demirci der ersten Mannschaft von Beşiktaş an. Er war damals der jüngste Spieler im Kader und spielte auch in der U-17 Nationalmannschaft der Türkei. Sein Debüt in der Süper Lig gab er am 1. April 2012 gegen Samsunspor. Demirci wurde in der 80. Spielminute für Veli Kavlak eingewechselt.
Für die Spielzeit 2014/15 wurde Demirci an den Zweitligisten Gaziantep Büyükşehir Belediyespor ausgeliehen. Nach dessen Beendigung lief er wieder für Besiktas auf.
In der Spielzeit 2015/2016 wechselte er ablösefrei zu Royal Mouscron und noch in derselben Saison wurde er an Istanbulspor verliehen. Nach der Leihe zu Istanbulspor wechselte Muhammed Demirci ablösefrei zu Istanbulspor.

## Erfolge
Mit Beşiktaş Istanbul
- Türkischer Pokalsieger: 2010/11

Mit İstanbulspor
- Meister der TFF 2. Lig und Aufstieg in die TFF 1. Lig: 2016/17